# FKI Tower
Tháp FKI còn được biết đến với tên đầy đủ Trụ sở chính Liên đoàn Công nghiệp Hàn Quốc (Federation of Korean Industries Head Office Building) là một tòa nhà chọc trời ở Yeouido, Seoul, Hàn Quốc. Nó được thiết kế bởi công ty kiến trúc của Mỹ là Adrian Smith + Gordon Gill Architecture. Tòa nhà được bắt đầu xây dựng vào năm 2010 và hoàn thành vào năm 2014. Với chiều cao 245 m (804 ft), nó là một trong những tòa nhà cao nhất ở Hàn Quốc và là tòa nhà cao thứ 5 ở Seoul. Tòa nhà đã được trao giải thưởng Building of the Year trong năm 2015 bởi American-architects.com.